# Electric Counterpoint
Electric Counterpoint est une œuvre musicale de Steve Reich composée en 1987 pour une guitare électrique accompagnée d'une bande magnétique pré-enregistrée.

## Historique
Cette œuvre est née de la commande de la Brooklyn Academy of Music de New York d'une composition pour le guitariste de jazz Pat Metheny pour le Next Wave Festival. Steve Reich compose la pièce durant l'été 1987, avec l'aide technique de Pat Metheny, pour s'adapter aux particularités de la guitare électrique. Elle fait suite à la série de compositions, pour solistes et bande magnétique pré-enregistrées d'eux-mêmes, initiée avec Vermont Counterpoint pour le flutiste Ransom Wilson en 1982 et New York Counterpoint pour le clarinettiste Richard Stoltzman.
Reich écrira en 2000 une seconde œuvre pour guitare électrique, Electric Guitar Phase, mais qui sera une simple transposition pour cet instrument de Violin Phase de 1967. 

## Structure
Electric Counterpoint est composé de trois mouvements joués attacato:
1. Fast ~7 min
2. Slow ~4 min 20 s
3. Fast ~3 min 30 s

L'œuvre est pré-enregistrée pour dix guitares électriques et deux guitares basses, le musicien jouant la onzième guitare en direct contre la bande. Il existe également une version intégrale pour 15 guitares (douze guitares électriques, une guitare acoustique, deux guitares basses). Les techniques reprennent les principes de pulsation développés par Reich depuis 1976, sans décalage de phase, et de canon à plusieurs voix (de trois à huit). L'exécution de l'œuvre dure environ 15 minutes.

## Influences
La morceau a bénéficié d'une notoriété grand public via son échantillonnage dans le morceau Little Fluffy Cloud de The Orb en 1990.
En 1995, le trio français de guitares électriques Philharmonie s'inspire en partie des techniques de cette pièce, ainsi que des travaux de Robert Fripp, pour composer Vif-Argent paru sur leur album Les Éléphants carillonneurs. Le percussionniste Svet Stoyanov a adapté la pièce pour marimbas et l'a réintitulée Percussive Counterpoint.

## Enregistrements
- Sur le disque Different Trains par Pat Metheny, Nonesuch Records, 2001.
- Percussive Counterpoint par Svet Stoyanov pour marimbas, CD Baby.Com, 2008
- Electric Counterpoint on Moog Guitar par Tom Fleming, Ditto Music, 2013.